# Bucculatrix concolorella
Bucculatrix concolorella är en fjärilsart som beskrevs av Johan Martin Jacob af Tengström 1848. Bucculatrix concolorella ingår i släktet Bucculatrix och familjen kronmalar. Inga underarter finns listade i Catalogue of Life.